# Condado de Osage (Misuri)
El condado de Osage es un condado del estado de Misuri, Estados Unidos. Tiene una población estimada, a mediados de 2022, de 13 399 habitantes.
La sede del condado es Linn.
El condado recibe su nombre del río Osage.

## Geografía
Según la Oficina del Censo, el condado tiene una superficie total de 1589 km², de la cual 1571 km² corresponden a tierra firme y 18 km² están cubiertos de agua.

### Condados adyacentes
- Condado de Callaway (norte)
- Condado de Gasconade (este)
- Condado de Maries (sur)
- Condado de Miller (suroeste)
- Condado de Cole (oeste)
- Condado de Montgomery (noreste)

## Demografía

### Censo de 2020
Según el censo de 2020, en ese momento el condado tenía una población de 13 274 habitantes. La densidad de población era de 8.4 hab./km².
| Raza                   | Núm.   | Porc.   |
| ---------------------- | ------ | ------- |
| Blancos                | 12 745 | 96.01%  |
| Afroamericanos         | 24     | 0.18%   |
| Amerindios             | 30     | 0.23%   |
| Asiáticos              | 3      | 0.02%   |
| Isleños del Pacífico   | 10     | 0.08%   |
| De otras razas         | 22     | 0.17%   |
| De una mezcla de razas | 440    | 3.31%   |
| Total                  | 13 274 | 100.00% |

Del total de la población, el 0.94% eran hispanos o latinos de cualquier raza. 

### Censo de 2000
Según el censo de 2000, en ese momento los ingresos medios de los hogares del condado eran de $39,565 y los ingresos medios de las familias eran de $46,503. Los hombres tenían ingresos medios por $29,538 frente a los $22,353 que percibían las mujeres. Los ingresos per cápita eran de $17,245. Alrededor del 8.30% de la población estaba por debajo de la línea de pobreza.

## Transporte

### Carreteras principales
- U.S. Route 50
- U.S. Route 63
- Ruta 89
- Ruta 100

## Ciudades, pueblos y comunidades
| - Argyle (parte en el condado de Maries) - Belle (la mayor parte en el condado de Maries) - Bonnots Mill | - Chamois - Folk - Frankenstein | - Freeburg - Koeltztown - Linn | - Loose Creek - Meta - Rich Fountain | - Westphalia - Bland (la mayor parte en el condado de Gasconade) |

## Subdivisiones (townships)
- Benton Township
- Crawford Township
- Jackson Township
- Jefferson Township
- Linn Township
- Washington Township